# ブラックボックスコーポレーション
ブラックボックスコーポレーション (Black Box Corporation) は、米国ペンシルベニア州に本社を置き、世界各国に拠点をもつネットワークサービス企業である。サービス名はブラックボックス・ネットワークサービス (Black Box Network Services)。
1988年、日本でのサービスを開始。

## サービス内容
当初はネットワーク関連機器の販売が主業務であったが、現在は販売機器の設置や音声(電話)も含めた通信配線請負も行っている。
ネットワーク関連機器としては以下の多彩な商品群を取り扱う。
- 19インチキャビネットおよびラック
- 各種ケーブル類
- インタフェース等の変換を行うコンバータ
- RS232を主体とするシリアルインタフェース延長・共有機器
- KVMスイッチおよびKVM延長器
- ビデオ延長を主体とするマルチメディア関連機器
- LAN機器
- コンピュータ周辺機器用切換えスイッチ
- サージプロテクタ

また特徴的なサービスとして、取扱機器に関する無料でのサポートサービスを以下のメディアで行っている。
- 電話
- FAX
- Eメール
- Skype
- チャット